# ヘッド・フル・オブ・ハニー (2018年の映画)
『ヘッド・フル・オブ・ハニー』（原題:Head Full of Honey）は2018年に公開されたアメリカ合衆国・ドイツ合作のドラマ映画である。監督はティル・シュヴァイガー、主演はニック・ノルティが務めた。本作は2014年のドイツ映画『Honig im Kopf』の英語版リメイクである。
本作は日本国内で劇場公開されなかったが、Amazonでの配信が行われている。

## 概略
最愛の妻を失ってからというもの、アマデウスは妻との楽しかった思い出に浸る日々を送っていた。しかし、アルツハイマー病を患ったことをきっかけに、思い出の世界に閉じこもることすらできなくなり始めた。全てを忘れる日も近いと感じたアマデウスは、孫娘のマチルダを連れてヴェネツィア―アマデウスが妻と初めて出会った場所―へと旅に出ることにした。

## キャスト
- ニック・ノルティ - アマデウス
- マット・ディロン - ニック
- エミリー・モーティマー - サラ
- ソフィア・レイン・ノルティ - マチルダ
- ジャクリーン・ビセット - ヴィヴィアン
- エリック・ロバーツ - ホルスト医師
- グレタ・スカッキ - 修道院長
- ジェイク・ウェバー - エドワーズ医師
- ティル・シュヴァイガー - ウェイター
- クレア・フォーラニ - 女主人

## 製作
2018年3月20日、ニック・ノルティ、マット・ディロン、エミリー・モーティマーの起用が発表された。4月13日、ジャクリーン・ビセットがキャスト入りした。11月3日、リオネル・バルデンヴェーク、ノラ・バルデンヴェーク、ディエゴ・バルデンヴェーク、マルティン・トードシャローヴが本作で使用される楽曲を手掛けるとの報道があった。

## 公開・興行収入
2018年10月27日、本作はバリャドリッド国際映画祭でプレミア上映された。30日、本作のオフィシャル・トレイラーが公開された。11月30日、本作は全米4館で限定公開され、公開初週末に8715ドル（1館当たり2178ドル）を稼ぎ出し、週末興行収入ランキング初登場59位となった。

## 評価
本作は批評家から酷評されている。映画批評集積サイトのRotten Tomatoesには6件のレビューがあり、批評家支持率は0%、平均点は10点満点で2.38点となっている。『ニューヨーク・タイムズ』のビルジ・エビリは「奇想天外なプロットと大袈裟な演技を見るに、『ヘッド・フル・オブ・ハニー』はフードプロセッサーで編集されたのではないかと思えてくる。しかし、それは同作の欠点の中では最も些細なものである。驚くべきことに、登場人物の誰一人として、ティルダがアマデウスと離れて行動していても心配する素振りを見せない。危険な単独行動ですら、ティルダが正気を失った祖父と絆を深める機会として描写されるのである。」と批判している。